# Liste der Kulturdenkmale in Frankenheim/Rhön
Die Liste der Kulturdenkmale in Frankenheim umfasst die als Ensembles, Straßenzüge und Einzeldenkmale erfassten Kulturdenkmale in der thüringischen Gemeinde Frankenheim im Landkreis Schmalkalden-Meiningen mit dem Stand vom 24. Februar 2025.
Die Angaben in der Liste ersetzen nicht die rechtsverbindliche Auskunft der zuständigen Denkmalschutzbehörde.

## Legende
- Bild: zeigt ein Bild des Kulturdenkmals und gegebenenfalls einen Link zu weiteren Fotos des Kulturdenkmals im Medienarchiv Wikimedia Commons
- Bezeichnung: Name, Bezeichnung oder die Art des Kulturdenkmals
- Lage: Wenn vorhanden Straßenname und Hausnummer des Kulturdenkmals; Grundsortierung der Liste erfolgt nach dieser Adresse. Der Link Karte führt zu verschiedenen Kartendarstellungen und nennt die Koordinaten des Kulturdenkmals.
 Kartenansicht, um Koordinaten zu setzen – in dieser Kartenansicht sind Kulturdenkmale ohne Koordinaten mit einem roten bzw. orangen Marker dargestellt und können in der Karte gesetzt werden. Kulturdenkmale ohne Bild sind mit einem blauen bzw. roten Marker gekennzeichnet, Kulturdenkmale mit Bild mit einem grünen bzw. orangen Marker.
- Datierung: gibt das Jahr der Fertigstellung beziehungsweise das Datum der Erstnennung oder den Zeitraum der Errichtung an
- Beschreibung: bauliche und geschichtliche Einzelheiten des Kulturdenkmals, vorzugsweise die Denkmaleigenschaften
- ID: Die ID identifiziert das Kulturdenkmal eindeutig. In Thüringen sind aktuell keine IDs veröffentlicht. In der ID-Spalte kann sich auch folgendes Icon  befinden, dies führt zu Angaben zu diesem Kulturdenkmal bei Wikidata.

## Einzeldenkmale inFrankenheim
| Bild                           | Bezeichnung                            | Lage | Datierung | Beschreibung | ID |
| ------------------------------ | -------------------------------------- | --- | --------- | --- | -- |
| BW                             | Wohnstallhaus Dillehäuschen            | Brückner Straße 7, Flur 1, Flurstück 6/5 (Karte)                                                                                    |           | |    |
| BW                             | Wohnhaus des Ortleppshofs              | Oberweider Straße 3, außerhalb der Ortslage an der Oberweider Straße im Flurbereich „Mäusgehäu“, Flur 2, Flurstück 298 / 11 (Karte) |           | |    |
| weitere Bilder Fotos hochladen | Evangelische Kirche St. Peter und Paul | Sophienstraße 3 (Karte) | 1885/86   | Kirche samt künstlerischer Ausstattung, einfach ausgestatteter neugotischer Bau von Architekt Karl Weise, der anstelle einer Holzkirche errichtet wurde. |    |
| BW                             | Kirchhof                               | Frankenheim, Sophienstraße 3 (Karte)                                                                                                |           | |    |
| BW                             | Grenzbefestigungsanlagen               | Flur 5, Flurstücke 703/5, 770/1, 771/1, 1513/1 (Karte)                                                                              |           | Grenzbefestigungsanlagen an der ehemaligen innerdeutschen Grenze                                                                                         |    |
| weitere Bilder Fotos hochladen | Grenzturm                              | Flur 5, Flurstücke 1518, 703/8,703/2, 703/6, 703/9 (Karte)                                                                          |           | Grenztruppenleitturm und Kolonnenweg, Flurstücke 6 – 937, 972/4, 2 km südlich von Frankenheim                                                            |    |
| BW                             | Kolonnenweg                            | Flur 5, Flurstücke 1518, 703/8,703/2, 703/6, 703/9 (Karte)                                                                          |           | |    |